# Калат (Афганістан)
Кала́т (пушту قلات, дарі قلات Qalāt) — місто в Афганістані, центр провінції Забуль. Розташований на півдні країни, на рівні 1550 метрів. Станом на 2006 населення міста становило 9900 осіб.
Місто пов'язане дорогами з Кандагаром на заході і з Газні на сході.

## Клімат
Місто знаходиться у зоні, котра характеризується кліматом тропічних степів. Найтепліший місяць — липень із середньою температурою 27.3 °C (81.1 °F). Найхолодніший місяць — січень, із середньою температурою 1.9 °С (35.4 °F).
| Клімат Калата           | Клімат Калата | Клімат Калата | Клімат Калата | Клімат Калата | Клімат Калата | Клімат Калата | Клімат Калата | Клімат Калата | Клімат Калата | Клімат Калата | Клімат Калата | Клімат Калата | Клімат Калата |
| Показник                | Січ.          | Лют.          | Бер.          | Квіт.         | Трав.         | Черв.         | Лип.          | Серп.         | Вер.          | Жовт.         | Лист.         | Груд.         | Рік           |
| Середня температура, °C | 1,9           | 4,1           | 9,9           | 16,1          | 20,7          | 25,3          | 27,3          | 26,1          | 21            | 14,7          | 8,9           | 4,5           | 15            |
| Норма опадів, мм        | 45.3          | 47.9          | 53.1          | 24.2          | 8.2           | 0.4           | 6.1           | 3.4           | 0.1           | 3.7           | 8.8           | 24.5          | 225.7         |
| Днів з опадами          | 4,7           | 5,1           | 6,9           | 5,4           | 2,6           | 0,3           | 1,2           | 0,6           | 0             | 1             | 1,7           | 3,1           | 32,6          |
| Вологість повітря, %    | 56.1          | 57.2          | 50.8          | 42.6          | 32.9          | 26.9          | 31.8          | 32.5          | 29            | 32            | 39.8          | 51.4          | 40.3          |
| ----------------------- | ------------- | ------------- | ------------- | ------------- | ------------- | ------------- | ------------- | ------------- | ------------- | ------------- | ------------- | ------------- | ------------- |
| Джерело: Weatherbase    |               |               |               |               |               |               |               |               |               |               |               |               |               |